# Michael Bohlander
Michael Bohlander (* 1962) ist ein deutscher Jurist und Professor an der Durham Law School (University of Durham).

## Leben und Wirken
Bohlander studierte Rechtswissenschaft an der Universität des Saarlandes sowie an der University of Exeter, wo er 1989/90 Honorary Research Fellow war. Von 1987 bis 1991 war er wissenschaftlicher Mitarbeiter bei Heike Jung an der Universität des Saarlandes. Er war 13 Jahre lang Richter in Zivil- und Strafsachen in Ermittlungs-, Prozess- und Berufungsverfahren an den Gerichten des Freistaats Thüringen, einschließlich des Oberlandesgerichts in Jena. Er ist Inhaber des Lehrstuhls für Rechtsvergleichung und Internationales Strafrecht an der Durham Law School (University of Durham). Von 2017 bis zu seinem Rücktritt im Jahr 2022 war er auch Richter am Kosovo Specialist Chambers and Specialist Prosecutor’s Office in Den Haag.
Seine Forschungsinteressen sind rechtliche Aspekte der Suche nach außerirdischer Intelligenz (SETI) und internationales und vergleichendes Strafrecht – Theorie, Praxis, politische und gesellschaftsrechtliche Implikationen.

## Schriften (Auswahl)
- Verteidigernotdienst im strafprozessualen Ermittlungsverfahren. Eine rechtsvergleichende Untersuchung zur Übertragbarkeit der britischen Duty Solicitor Schemes auf das deutsche Strafverfahren. Frankfurt am Main 1992, ISBN 3-631-44077-4.
- Der Widerruf der Strafaussetzung bei Verstoß gegen Weisungen. Eine Untersuchung zum Bewährungswiderruf de lege lata et ferenda unter besonderer Berücksichtigung des amerikanischen, englischen und spanischen Rechts. Aachen 1999, ISBN 3-8265-5790-5.
- Gerichtliche Sanktionen gegen Anwälte wegen Mißbrauchs von Verfahrensrechten. Eine Studie zum institutionellen Rollenverständnis von Rechtsanwälten gegenüber den Gerichten, unter besonderer Berücksichtigung der USA, der Ad-hoc-Tribunale für Jugoslawien und Ruanda sowie des künftigen Ständigen Internationalen Strafgerichtshofes. Aachen 2001, ISBN 3-8265-8474-0.
- Principles of German criminal procedure. Oxford 2012, ISBN 978-1-84946-216-7.
- Contact with Extraterrestrial Intelligence and Human Law - The Applicability of Rules of War and Human Rights. Brill, Leiden 2023, ISBN 978-90-04-67769-2.